# La Fiancée du tsar
Personnages
- Vassili Stepanovitch Sobakine, un marchand de Novgorod (basse)
- Marfa Sobakina, sa fille (soprano)
- Grigory Griaznoï (baryton)
- Lioubacha, maîtresse de Griaznoï mezzo-soprano
- Yelisseï Bomelius, médecin (ténor)
- Ivan Sergueïevitch Lykov, boyard (ténor)
- Maliouta Skouratov, chef des opritchniks (basse)
- Domna Ivanovna Sabourova (soprano)
- Douniacha, sa fille, amie de Marfa (mezzo-soprano)
- Petrovna (mezzo-soprano)

Airs
- Gloire au beau soleil dans le ciel (chœur)

La Fiancée du tsar (Царская невеста - Tsarskaïa Nevesta) est un opéra en quatre actes de Nikolaï Rimski-Korsakov, sur un livret du compositeur en collaboration avec Ilya Fiodorovitch Tioumenev d'après le drame du poète Lev Meï, créé le 3 novembre 1899 au Théâtre Solodovnikov de Moscou.

## Représentations successives
En 1927, au Théâtre des Champs-Élysées à Paris avec Lydia Lipkowska (Marfa), Mlle Tikhonova (Lioubacha), M. Popoff (Griaznoï), M. Zaporojetz (Maliouta), chef de chœur M. Aristoff, chef d'orchestre Alexandre Ivanovitch Labinski.

## Argument

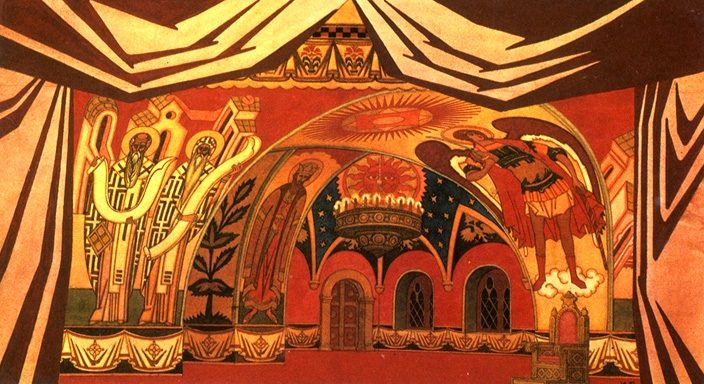
Les chambres de la Tour du Tsar, quatrième acte de l'opéra, 1930.

Histoire tragique d’amours malheureuses au temps d’Ivan le Terrible. L'action se déroule à l'automne 1572 à Moscou.

### Acte I - «La fête»
Grigory Griaznoï, un des membres importants de la garde du tsar, aime Martha Sobakina, la fille d’un riche marchand de Novgorod, déjà fiancée au boyard Ivan Likov, qui rentre d’un séjour à l’étranger. Griaznoï demande au médecin du tsar, Bomelius, de lui fournir un philtre d’amour pour séduire la jeune fille. La maîtresse de Griaznoï, Lioubacha, cachée, surprend cette demande et veut se venger sur Martha de lui avoir pris son amour. La fête est l’occasion de chants et danses traditionnels russes. 

### Acte II - «Le philtre d’amour»
Devant un monastère orthodoxe d’où les fidèles sortent des vêpres : tout le monde parle de la future présentation des jeunes filles au tsar pour qu’il choisisse parmi elles sa future épouse. Martha raconte son enfance à sa suivante et ne reconnaît pas le tsar, qui semble fascinée par elle et lui jette un regard prédateur. Lioubacha, cachée, découvre la beauté de Martha et se donne au médecin du tsar en échange d’une potion destinée à détruire cette beauté. La nuit tombe lentement sur la scène et les moments intimes alternent avec des mouvements de foule.

### Acte III - «Le témoin du marié»
Chez les Sobakine : on prépare le mariage de Martha et d’Ivan. Martha revient de la présentation chez le tsar, qui semble ne pas lui avoir accordé un regard. Griaznoï, témoin du marié, verse subrepticement le philtre d’amour dans le verre qu’il tend à la fiancée. Des jeunes filles dansent pour célébrer la future noce. Soudain, le chef des gardes du tsar, Maliouta, revient de chez son maître et annonce que le tsar a choisi Martha pour épouse. C’est la consternation chez les Sobakine mais quand Martha, éperdue, se tourne vers chacun pour essayer d’échapper à son sort, tous baissent la tête et s’agenouillent en signe d’allégeance devant leur future souveraine. 

### Acte IV - «La mariée»
Le château du tsar : Martha ne se sent pas bien. Griaznoï rapporte qu’Ivan a avoué sous la torture avoir empoisonné la fiancée du tsar. Désespérée, Martha perd la raison et prend Griaznoï pour son fiancé Ivan et lui déclare son amour. Frappé d’horreur par l’état de Martha, Gryaznoï avoue qu’il a mis un philtre dans le verre de Martha. Avant d’être emmené par les gardes pour être jugé, il demande à Maliouta de pouvoir punir le médecin Bomelius qui l’a trompé sur la nature du philtre. Lioubacha révèle alors que c’est elle qui a substitué un poison au philtre d’amour pour faire perdre la raison à Martha. Griaznoi tue Lioubacha et, suppliant Martha de lui pardonner, il est emmené par les gardes pour être exécuté.

## Analyse
L'œuvre est introduite par une véritable ouverture avec deux thèmes (dont un est celui de Martha, l'héroïne). L'ouvrage regorge de morceaux vocaux, avec chœur, trio, quatuor, quintette et sextuor. 
La musique, ample, riche en cuivres, en instruments à vent et en percussions, accompagne la montée des passions et de la violence. Avec à chaque fois deux oppositions : chez les femmes Marfa est synonyme de douceur, alors que quelques passages a cappella permettent à Lioubacha d’exprimer la force de ses sentiments, la jalousie et le désir de vengeance; chez les hommes c'est Ivan Lykov qui est le jeune homme naïf, alors que Griaznoï, représente la passion des sentiments. Les quatre actes sont construits de façon très théâtrale, comme une tragédie. 

## Orchestration
| Instrumentation de La Fiancée du Tsar                                                                     |
| Cordes |
| premiers violons, seconds violons, altos, violoncelles, contrebasses, 1 harpe                             |
| Bois |
| 1 piccolo, 2 flûtes traversières, 2 hautbois, le deuxième jouant du cor anglais, 2 clarinettes, 2 bassons |
| Cuivres                                                                                                   |
| 4 cors, 2 trompettes, 3 trombones, 1 tuba                                                                 |
| Percussions                                                                                               |
| 3 timbales                                                                                                |

## Commentaire
La mise en scène met en valeur la richesse quasi-byzantine des costumes, aux couleurs chamarrées et couverts de perles et de pierreries qui miroitent sous les projecteurs. Les danses sont rythmées par une musique à la cadence inspirée des répertoires traditionnels russes. Le nombre impressionnant de chanteurs et danseurs sur scène permet de faire alterner mouvements de foule et moments statiques en forme de tableaux.
La Fiancée du tsar est un opéra si intrinsèquement russe – comparable dans sa démesure avec le film d’Eisenstein Ivan le Terrible, qu’il est presque difficile d’en imaginer une représentation en dehors de terres slaves.